# كلير باركلي
كلير باركلي (بالإنجليزية: Claire Barclay)‏ هي فنانة بريطانية، ولدت في 1968 في اسكتلندا في المملكة المتحدة.